# چاکرچشمه (کاهتا)
چاکرچشمه {{ترکی|Çakıreşme) (به کردی: Kosan) یک منطقهٔ مسکونی کردنشین در ترکیه است که در کاهتا واقع شده‌است.